# Tsunehisa Itō
Tsunehisa Itō (伊東 恒久?, Itō Tsunehisa; Prefettura di Kōchi, 18 novembre 1941 – 5 agosto 2021) è stato uno sceneggiatore giapponese, attivo principalmente nel campo dell'animazione giapponese.
Dopo aver interrotto a metà gli studi, Tsunehisa Itō inizia a lavorare presso lo studio Tatsunoko a metà anni sessanta, curando le sceneggiature di anime Ora Guzura Dado nel 1967 e Il mago pancione Etcì nel 1969.
Dopo aver lasciato la Tatsunoko, Itō inizia a lavorare per la Tokyo Movie Shinsha e collabora alla sceneggiatura del lungometraggio cinematografico dell'anime Tommy, la stella dei Giants, che rappresenta il debutto di Itō sul grande schermo.
In seguito lo sceneggiatore lavorerà a numerosi altri anime sino al 1994, fra cui Mimì e la nazionale di pallavolo, Robin Hood, Mobile Suit Gundam F91, Remì le sue avventure, Sam il ragazzo del West, Ugo re del judo, Carletto il principe dei mostri e Blue Comet SPT Layzner.
Inoltre, Itō ha scritto anche romanzi e fumetti, fra cui Otoko Kuiri (La mangiatrice di uomini), con la collaborazione dell'illustratore Tsuguo Kôgo, in seguito convertito in due film televisivi nel 1996.